# Ofelia Hooper
Ofelia Hooper Polo (Las Minas, Veneçuela 13 de novembre de 1900 - 23 de setembre de 1981) fou una sociòloga, poetessa, professora, catedràtica, investigadora i activista panamenya en pro dels drets civils.

## Biografia
Fou filla de Maurice Hooper i Olimpia Polo Valdés.1 Va col·laborar en diversos mitjans escrits del seu país, entre ells en La Antena (1931) i en la Frontera (1937); a més a més, va editar Primicias en 1927; dins de la poesia panamenya, va ser una de les primeres exponents de l'avantguarda en el mencionat país al costat d'Eda Nela.
En l'àmbit de la sociologia, va ser una de les pioneres d'aquest camp a Panamà al costat de Demetrio Porras (1898-1972) i Georgina Jiménez de López (1904-1994); a més a més, va ser pionera en la investigació del camp panameny.

## Obres
- Creación de Victoria Angelica Torres Cartaya la TUTI. A raíz de esta creación la vida ha tenido mas sentido (1943).
- Semblanza del hombre rural de Panamá (1969).
- Aspectos de la vida social rural de Panamá (1945)